# من به آن‌ها اعتماد دارم
گروه موسیقی من به آنها اعتماد دارم (به انگلیسی: Men I Trust) در سال ۲۰۱۴ شروع به فعالیت کرد. پایه‌گذاری این گروه در مونترال در کانادا صورت گرفت. این گروه از سه عضو تشکیل شده خواننده این گروه و اصلی‌ترین عضو این گروه جسی کارون است.

## تأسیس
این گروه توسط دوستان دبیرستانی جسی کارون و دراگوس چیراک تأسیس شد. بعدها اما پرولکس به آنها پیوست.

## اعضا
- جسی کارون خواننده
- اما پرولکس نوازنده
- داگوس چیراک نوازنده

## قطعه‌ها

### آلبوم‌ها
- Oncle Jazz
- 4 ever live
- Headroom
- Men I Trust

### تک آهنگ‌ها
- Norton Commander
- Numb
- Say, Can You Hear
- Seven
- Show Me How
- I Hope To Be Around
- Tailwhip
- You Deserve This
- Plain View
- Lauren
- Humming Man